# Пригородная готика
Пригородная готика — поджанр готики, искусства, кино и телевидения, сосредоточенный на тревогах, связанных с созданием пригородных сообществ, особенно в США и на Западе, с 1950-х и 1960-х годов.

## Критерии
Он часто, но не исключительно, опирается на сверхъестественное или элементы научной фантастики, которые были в более широкой готической литературе, но проявляются в пригородной обстановке.

## Описание
Пригородная готика определяется Бернис М. Мерфи как «поджанр более широкой американской готики, который драматизирует тревоги, связанные с массовой урбанизацией Соединенных Штатов, и обычно включает в себя пригородные условия, заботы и главных героев». Она утверждает, что общим тропом пригородной готики является опасность в семье или районе, а не внешняя угроза. Подростки и дети часто являются главными героями или источниками угрозы, и характерные конфликты часто сосредоточены на вопросах индивидуальности и соответствия.

## Кино
Важные фильмы включают взгляд Стэнли Кубрика на Лолиту (1962), оригинальный фильм Уэса Крэйвена «Кошмар на улице Вязов» (1984) и «Полтергейст» (1982) Тоуба Хупера. Работы, которые включают экологические проблемы: «Степфордские жёны» (1972) Айры Левина, «Дом по соседству» Энн Риверс Сиддонс (1978), фильм Тодда Хейнса «Безопасность» и фильм «Синий бархат» были идентифицированы как часть пригородной готики. Более ранним кинематографическим примером пригородной готики является классический фильм Николаса Рэя «Бунтарь без причины». Фильмы с угрозами со стороны главной героини, включая «Роковое влечение» (1987) и «Разоблачение» (1994), также были идентифицированы как часть жанра. Кроме того, фильмы, которые имеют более характерную или драматическую точку зрения, также влияют на жанр, в частности, «Небесные создания» Питера Джексона, «Счастье» Тодда Солондза, «Красота по-американски Сэма Мендеса и «Донни Дарко» Ричарда Келли. Другие фильмы, описанные в пригородном готике включают «Кэрри» (1976) Брайана Де Пальмы, «Хэллоуин» (1978) Джона Карпентера, «Ужас Амитивилля» (1979), «Ночь страха» (1985), «Отчим» (1987), «Предместье» (1989) Джо Данте, «Странные родители» (1989), «Эдвард Руки-ножницы» Тима Бёртона (1990), «Люди под лестницей» (1991; также Уэса Крэйвена), «Мамочка-маньячка-убийца» (1994) Джона Уотерса, «Шоу Трумана» (1998) Питера Уира, «Как малые дети» (2006), «Девушка по соседству» (2007), «Сестричество ночи» (2014), «Приглашение», «Snowtown» (2011) и «Бабадук» (2014).

## Телевидение
Работы Дэвида Линча рассматриваются как определяющие примеры жанра, в частности телесериал «Твин Пикс», наряду с фильмом 1992 года «Твин Пикс: Сквозь огонь». Такие сериалы, как «Баффи — истребительница вампиров», «Сверхъестественное» и «Отчаянные домохозяйки», также рассматривались как проблемы со скрытыми готическими мирами за пригородным фасадом. Другим телевизионным примером является «Американская история ужасов, получившая премию Эмми.

## Изобразительное искусство
Австралийская художница Tanja Stark исследует темы пригородной готики и возвышенного божественного, опираясь на опыт социального работника, советника по бытовому насилию и воспитания в баптистской церкви. Она подходит к своему творению через символическую линзу и видит, что жанр пригородной готики находится под влиянием психоланалитических идей, Юнговой тени и частей домашней жизни, которые лежат под сознательным осознанием. Её искусство исследует эти бессознательные желания и чувства и их мощное влияние на пробуждение жизни, особенно когда они связаны с серьезной психологической травмой. В соответствии с идеями Юнга, где «тень» не признается или не интегрирована, а подавляется, проецируется или раздувается, более темные аспекты психики могут возникнуть способами, которые могут быть опасными или разрушительными для психического или физического благополучия человека и окружающих, что является ключевым напряжением в пригородном готическом искусстве.